# 6. proletarska divizija »Nikola Tesla«
6. proletarska divizija »Nikola Tesla« je bila partizanska divizija, ki je delovala v sklopu NOV in POJ v Jugoslaviji med drugo svetovno vojno.
Ustanovljena je bila 19. marca 1944.

## Zgodovina
Divizija je bila ustanovljena 22. novembra 1942 na ukaz Tita; ob ustanovitvi je imela 4.230 borcev.

## Poveljstvo
Poveljniki
- Srećko Manola

Politični komisarji
- Rade Žigić

## Sestava
November 1942
- 1. liška udarna brigada
- 2. liška udarna brigada
- 3. liška udarna brigada